# Fußballländerspiel Dänemark – Schweden 2007
Beim Fußballländerspiel Dänemark – Schweden 2007 handelte es sich um ein Qualifikationsspiel zur Fußball-Europameisterschaft 2008 (Gruppe F), in der die dänische Fußballnationalmannschaft am 2. Juni 2007 im heimischen Parken in Kopenhagen gegen die Elf aus Schweden antrat. Das Spiel wurde in der 89. Minute beim Stand von 3:3 abgebrochen, nachdem der deutsche Schiedsrichter Herbert Fandel von einem dänischen Fan angegriffen worden war. Zuvor entschied Fandel auf Strafstoß für Schweden und Rote Karte für den dänischen Spieler Christian Poulsen. Die UEFA wertete das Spiel als 0:3-Sieg für Schweden.

## Ausgangslage
Die Schweden waren vor dem Spiel auf dem besten Weg zur Teilnahme an der Fußball-Europameisterschaft 2008 in der Schweiz und Österreich. Dänemark hingegen musste die Partie gewinnen, um noch eine realistische Chance auf die Teilnahme zu haben.

## Das Spiel

### Spielverlauf
Bereits nach sieben Minuten gingen die Schweden, nach einem schweren Fehler des dänischen Abwehrspielers Michael Gravgaard, durch Johan Elmander in Führung. In der 22. Minute erhöhte Christian Wilhelmsson auf 2:0, ehe Elmander vier Minuten später das Ergebnis auf 3:0 ausbaute. Daniel Agger konnte kurz vor der Pause auf 1:3 verkürzen. Dieses Tor sollte der Beginn einer Aufholjagd sein. Nach 62 Minuten markierte Jon Dahl Tomasson das 2:3. In der 75. Minute machte Leon Andreasen das 3:3.
Kurz vor Schluss kam es zu einem Eklat. Dänemarks Mittelfeldspieler Christian Poulsen schlug im Strafraum seinen schwedischen Gegenspieler Markus Rosenberg in den Magen, woraufhin dieser zusammensackte. Schiedsrichter Herbert Fandel wurde darüber von seinem Assistenten Volker Wezel informiert und entschied auf Strafstoß wegen des Fouls und verwies Poulsen wegen der Tätlichkeit des Platzes. Daraufhin lief ein dänischer Anhänger auf den Platz und griff den Schiedsrichter an, der deswegen die Partie nach 89 Spielminuten abbrach.

### Spieldaten
| Dänemark                                                                               | Dänemark | Schweden | Schweden |
| -------------------------------------------------------------------------------------- | --- | --- | -------- |
| Dänemark                                                                               | \| EM-Qualifikationsspiel \| \| 2. Juni 2007 um 20:00 Uhr in Kopenhagen (Parken) \| \| Ergebnis: 0:3 (Wertung; zuvor Spielabbruch in der 89. Minute beim Stand von 3:3 (1:3)) \| \| Zuschauer: 42.100[1] \| \| Schiedsrichter: Herbert Fandel ( Deutschland) \| \| Spielbericht \|          | \| EM-Qualifikationsspiel \| \| 2. Juni 2007 um 20:00 Uhr in Kopenhagen (Parken) \| \| Ergebnis: 0:3 (Wertung; zuvor Spielabbruch in der 89. Minute beim Stand von 3:3 (1:3)) \| \| Zuschauer: 42.100[1] \| \| Schiedsrichter: Herbert Fandel ( Deutschland) \| \| Spielbericht \| | Schweden |
| Dänemark                                                                               | Thomas Sørensen – Daniel Agger, Michael Gravgaard, Lars Jacobsen – Daniel Jensen (63. Jesper Grønkjær), Martin Jørgensen, Thomas Kahlenberg (47. Nicklas Bendtner), Jan Kristiansen (35. Leon Andreasen), Christian Poulsen – Jon Dahl Tomasson, Dennis Rommedahl Cheftrainer: Morten Olsen | Andreas Isaksson – Petter Hansson, Olof Mellberg, Mikael Nilsson – Niclas Alexandersson, Tobias Linderoth, Freddie Ljungberg, Anders Svensson, Christian Wilhelmsson – Marcus Allbäck (80. Kennedy Bakırcıoğlu), Johan Elmander (74. Markus Rosenberg) Cheftrainer: Lars Lagerbäck | Schweden |
| Dänemark                                                                               | 1:3 Agger (35.) 2:3 Tomasson (62.) 3:3 Andreasen (75.) | 0:1 Elmander (7.) 0:2 Wilhelmsson (22.) 0:3 Elmander (26.) | Schweden |
| Dänemark                                                                               | Andreasen (77.) | Alexandersson (44.), Linderoth (84.) | Schweden |
| Dänemark                                                                               | Poulsen (89.) | | Schweden |
| EM-Qualifikationsspiel                                                                 | | |          |
| 2. Juni 2007 um 20:00 Uhr in Kopenhagen (Parken)                                       | | |          |
| Ergebnis: 0:3 (Wertung; zuvor Spielabbruch in der 89. Minute beim Stand von 3:3 (1:3)) | | |          |
| Zuschauer: 42.100                                                                      | | |          |
| Schiedsrichter: Herbert Fandel ( Deutschland)                                          | | |          |
| Spielbericht                                                                           | | |          |

## Sanktionen
Im Nachhinein wurde das Spiel durch die UEFA am 8. Juni 2007 nach Empfehlung des Schiedsrichterteams mit 3:0 für Schweden gewertet.
Die Dänen mussten die nächsten vier Heimspiele mehr als 250 Kilometer von Kopenhagen entfernt austragen. Dabei kam sogar auch ein ausländischer Spielort in Betracht. Im Gespräch war das Volksparkstadion (damals AOL-Arena) in Hamburg. Dieser Plan wurde nach einer Strafmilderung wieder verworfen. Letztendlich wurden die restlichen Heimspiele in Aarhus ausgetragen.

## Reaktionen
Beide Seiten zeigten sich sehr empört über die Ereignisse. Morten Olsen, Trainer der Dänen, sprach von einem schwarzen Tag für den dänischen Fußball. Hierbei wurde teilweise Christian Poulsen zum Sündenbock gemacht. Olsen bezeichnete Poulsens Tat als eine Tat, die nicht zu entschuldigen ist. Herbert Fandel selber sah in Christian Poulsen den Schuldigen für die Fan-Attacke. Christian Poulsen, der Fandel noch aus gemeinsamen Zeiten in der Bundesliga kennt (Poulsen spielte von 2002 bis 2006 beim FC Schalke 04), zeigte sich sehr reumütig über seine Tat. Lars Lagerbäck, der damalige Trainer der Tre Kronor, hätte sich lieber die drei Punkte auf sportliche Art und Weise geholt, mit der Begründung, dass in diesem Spiel niemand verletzt worden sei.
Die in derselben Gruppe spielende spanische Mannschaft zeigte sich jedoch alles andere als angetan über die Tatsache, dass das Spiel mit 3:0 für Schweden gewertet wurde; der spätere Qualifikationsgruppen-Sieger von der Iberischen Halbinsel landete nun vorübergehend auf dem dritten Tabellenplatz.

## Nach dem Spiel
Nach dem Spiel hatten die Dänen nur noch theoretische Chancen auf eine erfolgreiche Qualifikation zur Endrunde. Das Rückspiel am 8. September 2007 in Solna endete 0:0. Am Ende belegten die Dänen lediglich den vierten Tabellenplatz, während sich Schweden als Tabellenzweiter direkt qualifizierte, ebenso wie der Tabellenerste Spanien.
In der Qualifikation zur Fußball-Weltmeisterschaft 2010 trafen beide Mannschaften erneut aufeinander. Dieses Mal behielten die Dänen mit zwei 1:0-Siegen die Oberhand und konnten sich, anders als Schweden, für die WM 2010 qualifizieren.

## Weblink
- Video vom Spiel (dänisch; ab 4:32 min. beginnt die Szene mit dem Spielabbruch)